# یوئی
کیم یو جین (کره‌ای: 김유진؛ زادهٔ ۹ آوریل ۱۹۸۸) که بیشتر با نام هنری یوئی (انگلیسی: Uee; کره‌ای: 유이) شناخته می‌شود، خواننده و بازیگر اهل کره جنوبی است. او عضو سابق گروه دخترانه کره‌ای افتر اسکول از سال ۲۰۰۹ تا ۲۰۱۷ است و در مجموعه‌های تلویزیونی مختلفی از جمله ملکه سوندوک (۲۰۰۹)، خانواده اوجاک‌گیو (۲۰۱۱)، رنگین‌کمان طلایی (۲۰۱۳)، قشر مرفه (۲۰۱۵) و قرارداد ازدواج (۲۰۱۶) ایفای نقش کرده‌است.

## فیلم‌شناسی
- قرارداد ازدواج
- رنگین‌کمان طلایی
- قشر مرفه
- تو زیبایی
- دکتر روح